# Ashton Kutcher
Christopher Ashton Kutcher (ur. 7 lutego 1978 w Cedar Rapids) – amerykański aktor, producent, scenarzysta filmowy i telewizyjny, były model.

## Życiorys

### Wczesne lata
Urodził się w Cedar Rapids w rodzinie rzymskokatolickiej jako syn Diane Portwood, która pracowała dla Procter & Gamble, i Larry’ego Kutchera, pracownika General Mills – pochodzenia czeskiego. Jego rodzina była pochodzenia irlandzkiego, czeskiego i niemieckiego. Dorastał wraz ze swoim bratem bliźniakiem – Michaelem (miał wadę wrodzoną serca) oraz starszą siostrą Taushą (ur. 1972). W 1991, kiedy miał 13 lat, jego rodzice się rozwiedli. Dwa lata później, matka Kutchera przeniosła się z trójką dzieci na gospodarstwo rolne w Iowie, gdzie ostatecznie wprowadzili się do nowego domu z ojczymem Markiem Portwoodem.
Przejawiał pasję do wrestlingu, zapasów i występowania w szkolnych przedstawieniach. W 1996 roku ukończył Clear Creek Amana High School. W 1997 rozpoczął studia inżynierii biochemicznej na Uniwersytecie Stanu Iowa w Iowa City. Dorabiał zamiataniem podłóg w lokalnej fabryce chrupek General Millis (12 dolarów za godzinę), zmywaniem naczyń i jako dawca krwi.

### Kariera
Po zwycięstwie w konkursie urody męskiej 1997 – Fresh Faces stanu Iowa – podjął pracę w agencji modeli w Nowym Jorku, a rok potem w Los Angeles. Reklamował wyroby Versace i Calvina Kleina i chodził po wybiegach w Rzymie, Mediolanie i Londynie. Brał udział w różnych castingach i reklamie Pizza Hut.
Debiutował rolą niezbyt rozgarniętego Michaela Kelso w sitcomie Różowe lata siedemdziesiąte (1998–2006), którą zwrócił na siebie uwagę nastoletnich telewidzów. Za tę postać był nominowany do nagród Kids’ Choice i w 1999 dla Młodego Artysty oraz zdobył dwukrotnie nagrodę Teen Choice. Na dużym ekranie debiutował w młodzieżowej komedii Już nadchodzi (1999). Serca nastoletniej publiczności zdobył rolą Jessego Montgomery’ego III, który po imprezie zapomina, gdzie zostawił samochód z prezentem dla swojej dziewczyny w komedii Stary, gdzie moja bryka? (2000). Jednak kolejne jego role w trzech komediach – Nowożeńcy (2003), Fałszywa dwunastka (2003) i Córka mojego szefa (2003) nie zachwyciły krytyków i były nominowane do antynagrody Złotej Maliny w kategorii „Najgorszy aktor”. Uznanie zdobył dzięki roli Evana Treborna, którego nachodzą przykre wspomnienia z młodości w nominowanym do nagrody Saturna dreszczowcu sci-fi Efekt motyla (2004).
Był na okładkach „GQ”, „Forbes”, „Men’s Health”, „People”, „The Hollywood Reporter”, „Details”, „Interview”, „Esquire” i „Rolling Stone”.

## Życie prywatne
W 2003 zaczął spotykać się ze starszą o 16 lat aktorką Demi Moore, którą poślubił 24 września 2005 podczas prywatnej ceremonii prowadzonej przez rabina Centrum Kabbalah. Na ślubie było obecnych ok. 150 bliskich przyjaciół i rodzina pary, w tym Bruce Willis, były mąż Moore. W 2011 amerykańska modelka Sara Leal ujawniła przed mediami romans, który miał mieć miejsce pomiędzy nią a Kutcherem. Był to jeden z powodów, który sprawił, że sześcioletnie małżeństwo Kutchera z Moore się rozpadło. 17 listopada 2011 Moore ogłosiła koniec małżeństwa, a 21 grudnia 2012 Kutcher złożył pozew rozwodowy z żoną, przytaczając „różnice nie do pogodzenia”. Rozwód został sfinalizowany 27 listopada 2013.
Od kwietnia 2012 związany jest z amerykańską aktorką Milą Kunis, poznaną jeszcze w 1998 na planie Różowych lat siedemdziesiątych. Pobrali się w 2015. Mają dwoje dzieci: córkę Wyatt Isabelle (ur. w 2014) oraz syna Dimitriego Portwooda (ur. w 2016).
Trenuje brazylijskie jiu-jitsu. Posiada brązowy pas. W 2019 zachorował na układowe zapalenie naczyń, w wyniku czego przejściowo utracił wzrok i słuch.

## Filmografia

### Filmy fabularne
- 1999: Już nadchodzi (Coming Soon) jako Louie
- 2000: Tam, gdzie ty (Down to You) jako Jim Morrison
- 2000: Stary, gdzie moja bryka? (Dude, Where's My Car?) jako Jesse Montgomery III
- 2000: Uwikłany (Reindeer Games) jako dzieciak college’u
- 2001: Strażnicy Teksasu (Texas Rangers) jako George Durham
- 2003: Nowożeńcy (Just Married) jako Tom Leezak
- 2003: Fałszywa dwunastka (Cheaper by the Dozen) jako Hank
- 2003: Córka mojego szefa (My Boss' Daughter) jako Tom Stansfield
- 2004: Efekt motyla (The Butterfly Effect) jako Evan Treborn (także producent)
- 2005: Zupełnie jak miłość (A Lot Like Love) jako Oliver Martin
- 2005: Zgadnij kto (Guess Who?) jako Simon Green (także producent)
- 2006: Sezon na misia (Open Season) jako Elliott (głos)
- 2006: Patrol (The Guardian) jako Jake Fischer
- 2006: Bobby jako Fisher
- 2008: Co się zdarzyło w Las Vegas (What Happens in Vegas) jako Jack Fuller
- 2009: W obliczu przeznaczenia (Personal Effects) jako Walter
- 2009: Amerykańskie ciacho (Spread) jako Nikki Harper
- 2010: Walentynki (Valentine’s Day) jako Reed Bennet
- 2010: Pan i pani Kiler (Killers) jako Spencer Aimes
- 2011: Sylwester w Nowym Jorku (New Year’s Eve) jako Randy
- 2011: Sex story (No Strings Attached) jako Adam
- 2013: Jobs jako Steve Jobs
- 2014: Annie jako Simon Goodspeed
- 2023: U ciebie czy u mnie? (Your Place or Mine) jako Peter

### Seriale TV
- 1998–2006: Różowe lata siedemdziesiąte jako Michael Kelso
- 2001: Ja się zastrzelę (Just Shoot Me!) jako Dean Cassidy
- 2002: Uziemieni (Grounded for Life) jako wujek Scott
- 2005: Robot Chicken jako Blitzen (głos)
- 2008: Miss Guided jako Beaux
- 2011–2015: Dwóch i pół (Two and a Half Men) jako Walden Schmidt
- 2013: Męska robota (Men at Work) jako Eric
- 2016: The Ranch jako Colt

## Nagrody
- Złota Malina Najgorszy aktor: 2010 Walentynki i Pan i pani Kiler